# Joseph Villiet
Joseph Villiet (* 10. August 1823 in Ébreuil; † 10. Juli 1877 in Bordeaux) war ein französischer Maler und Glasmaler, der vor allem Bleiglasfenster für Kirchen im Südwesten Frankreichs schuf.

## Leben

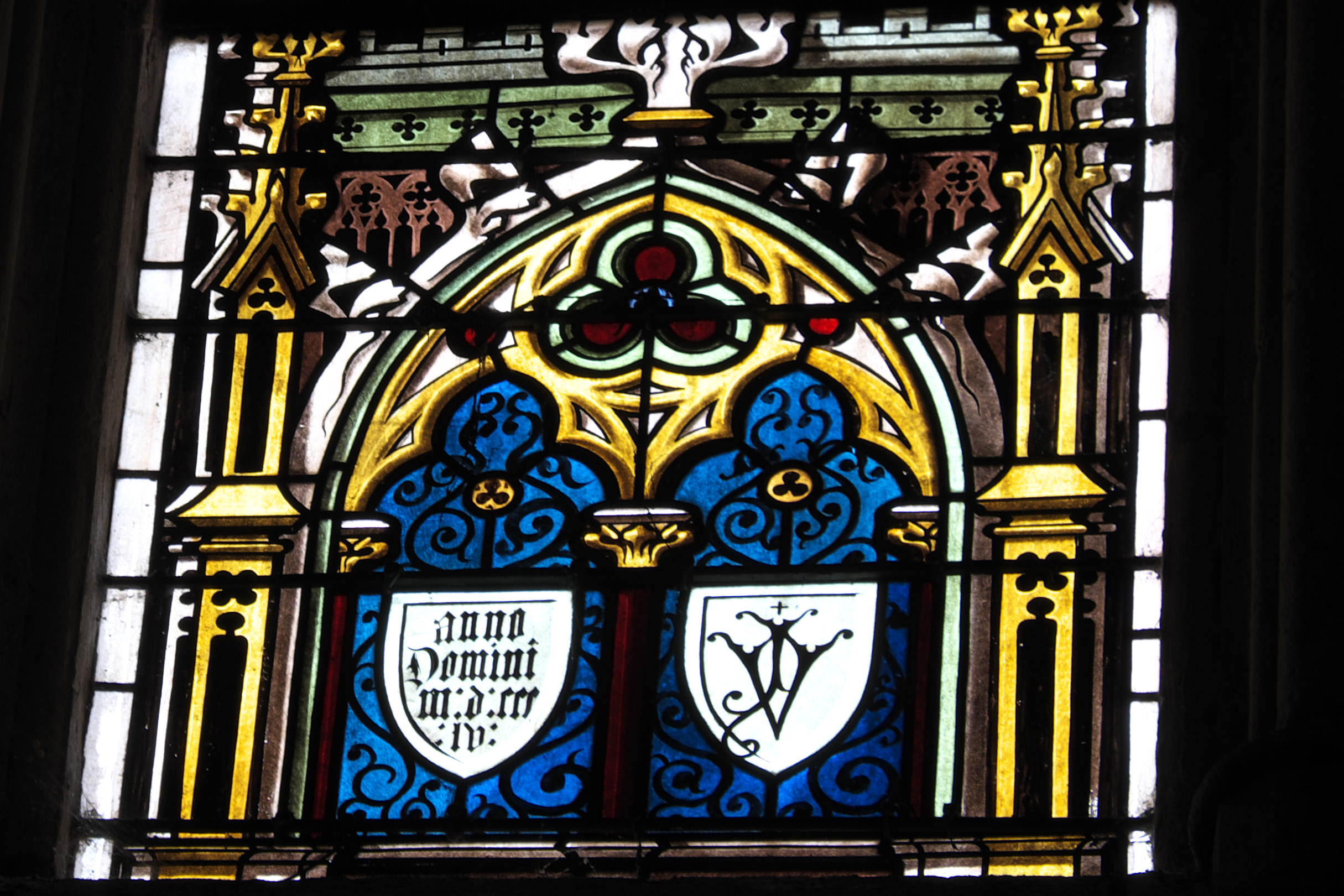
Signatur von Joseph Villiet auf einem Fenster der Kathedrale von Bazas

Joseph Villiet wurde bei Émile Thibaud und Étienne Thevenot in Clermont-Ferrand ausgebildet. Danach machte er sich 1852 in Bordeaux selbständig. Von 1853 bis zu seinem Tod im Jahr 1877 hatte er sein Atelier in der Rue Saint-Jacques Nr. 66.
Nach seinem Tod führte sein Schüler und Mitarbeiter Henri Feur die Werkstatt fort, anfänglich noch mit der Witwe von Joseph Villiet.

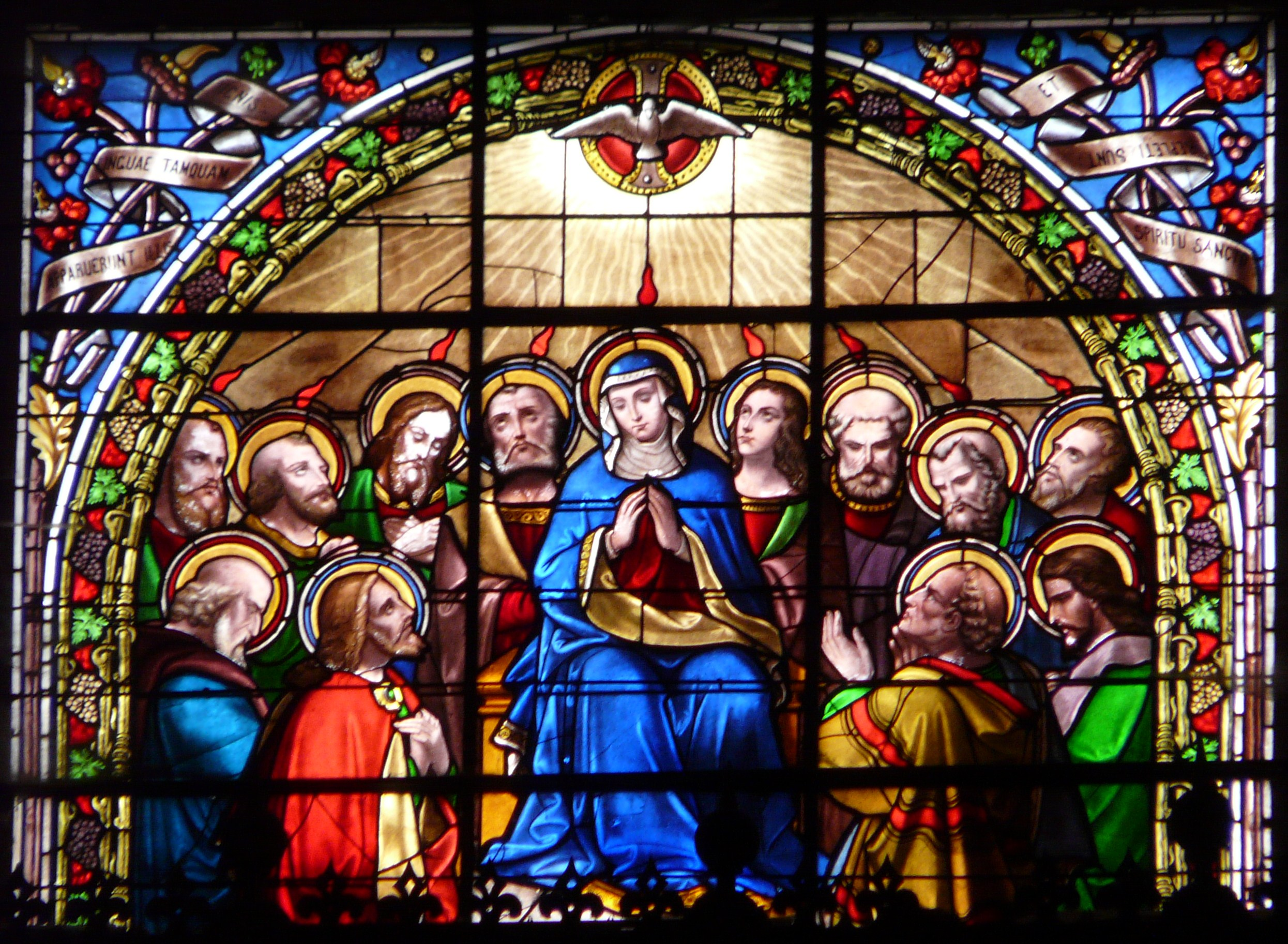
Fenster von Joseph Villiet in der Kirche Saint-Nicolas in Nérac

## Werke (Auswahl)
Die Bleiglasfenster von Joseph Villiet befinden sich vor allem im Südwesten Frankreichs, einige Arbeiten jedoch auch in anderen Regionen wie in den Départements  Allier, Loiret, Manche, Puy-de-Dôme und Paris.
- Kathedrale von Bordeaux: Fenster zahlreicher Kapellen (Saint-Joseph, Notre-Dame du Mont-Carmel, Annonciation, Sainte-Anne, Sainte-Marguerite, Saint-Charles-Borromée, Sacré-Cœur)
- Kathedrale von Cahors
- Kathedrale von Bazas (Bazas), die Fenster entstanden zwischen 1852 und 1862
- Kirche Notre-Dame in Nérac
- Kirche Saint-Nicolas in Nérac, die Fenster entstanden zwischen 1856 und 1868
- Kirche St-Georges in Isle-Saint-Georges
- Kirche Saint-Joseph in Albi
- Kirche Saint-Paul in Carbon-Blanc, die Fenster des Kirchenschiffs und der Emporen entstanden zwischen 1872 und 1877
- Kirche Saint-Sauveur in Castelsarrasin
- Benediktinerpriorat in Marmande

### Kathedrale von Bazas
In der Zeit von 1852 bis 1862 schuf Joseph Villiet zahlreiche Fenster in der Kathedrale von Bazas, die teilweise von ihm signiert wurden.

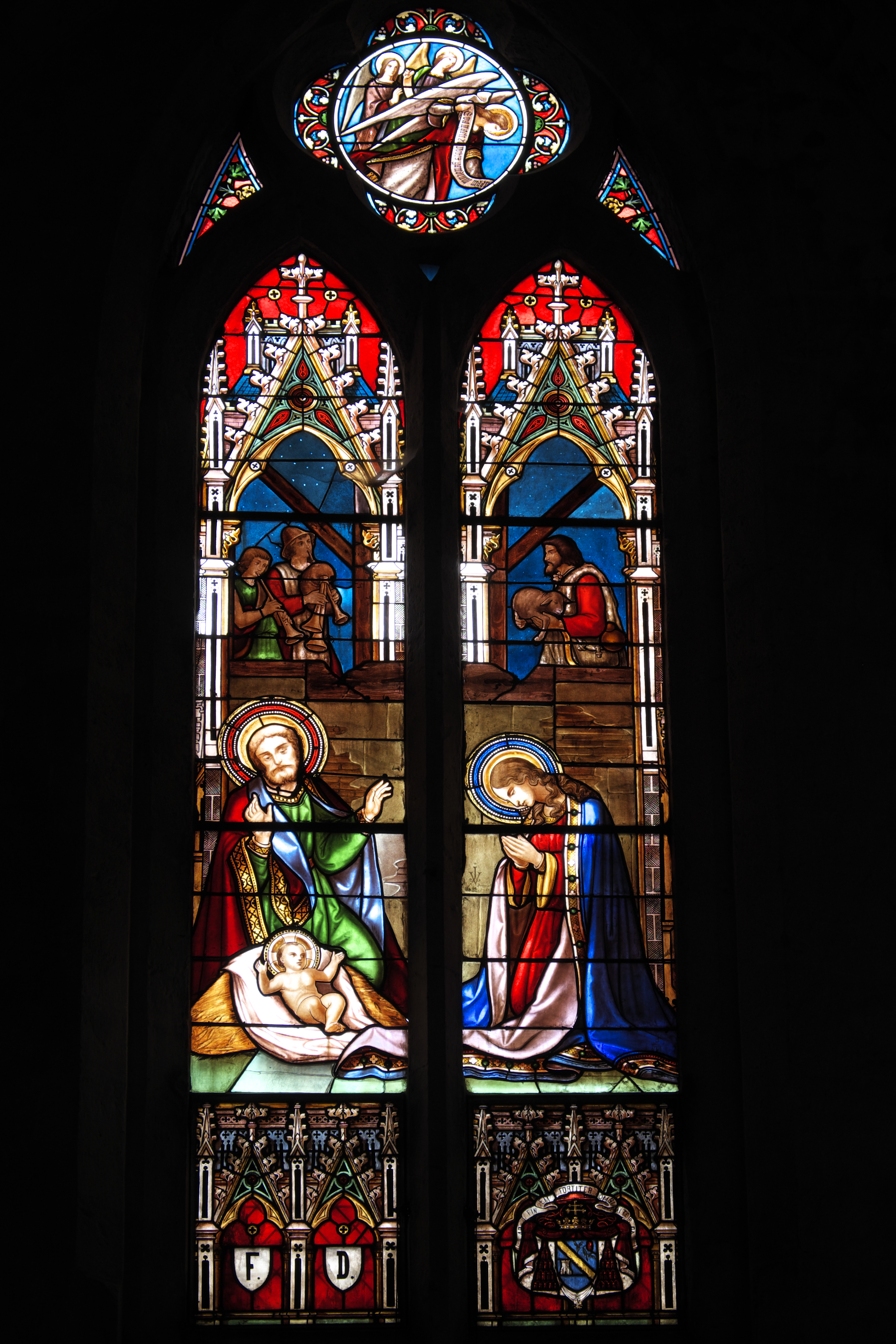
Geburt Christi
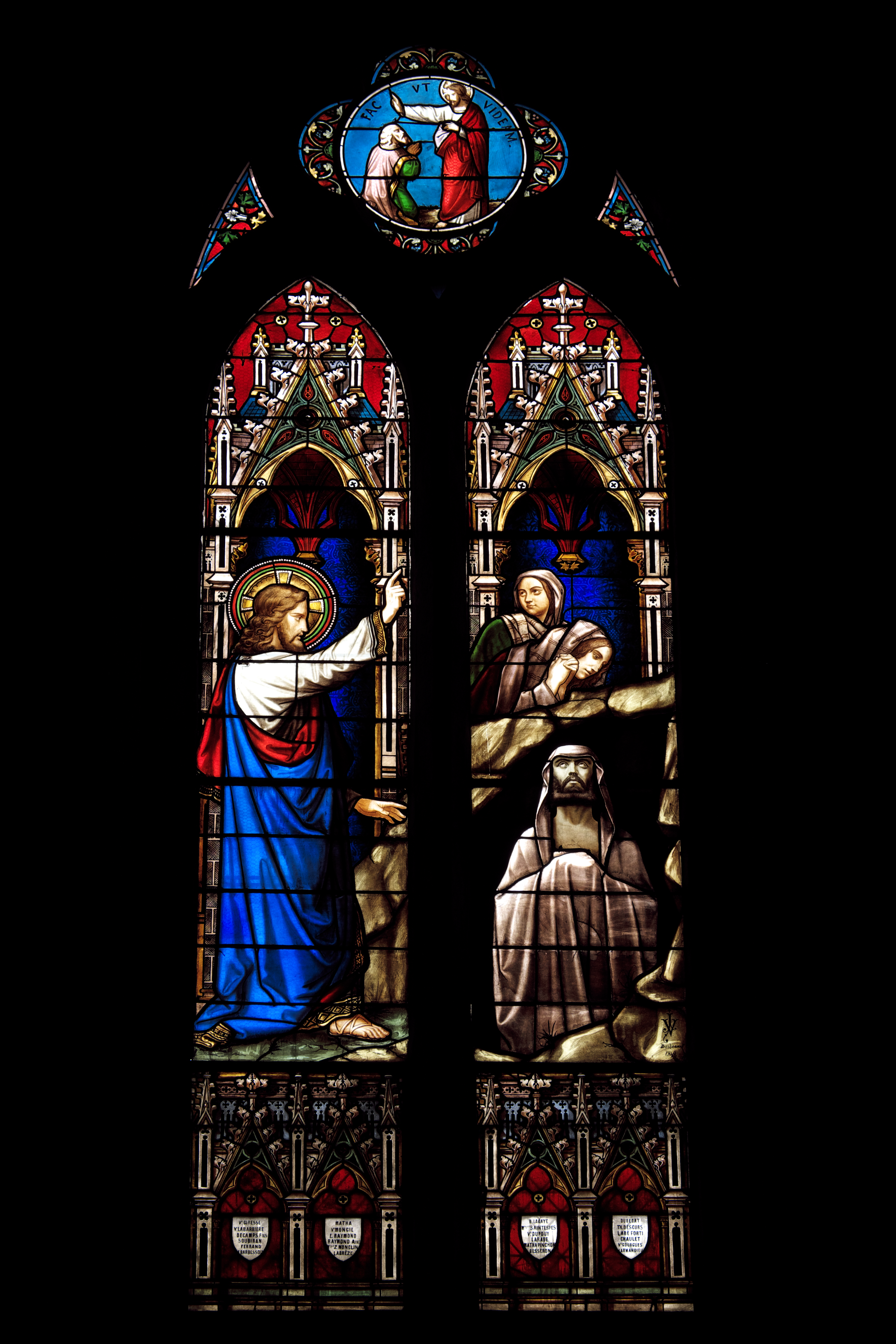
Auferweckung des Lazarus
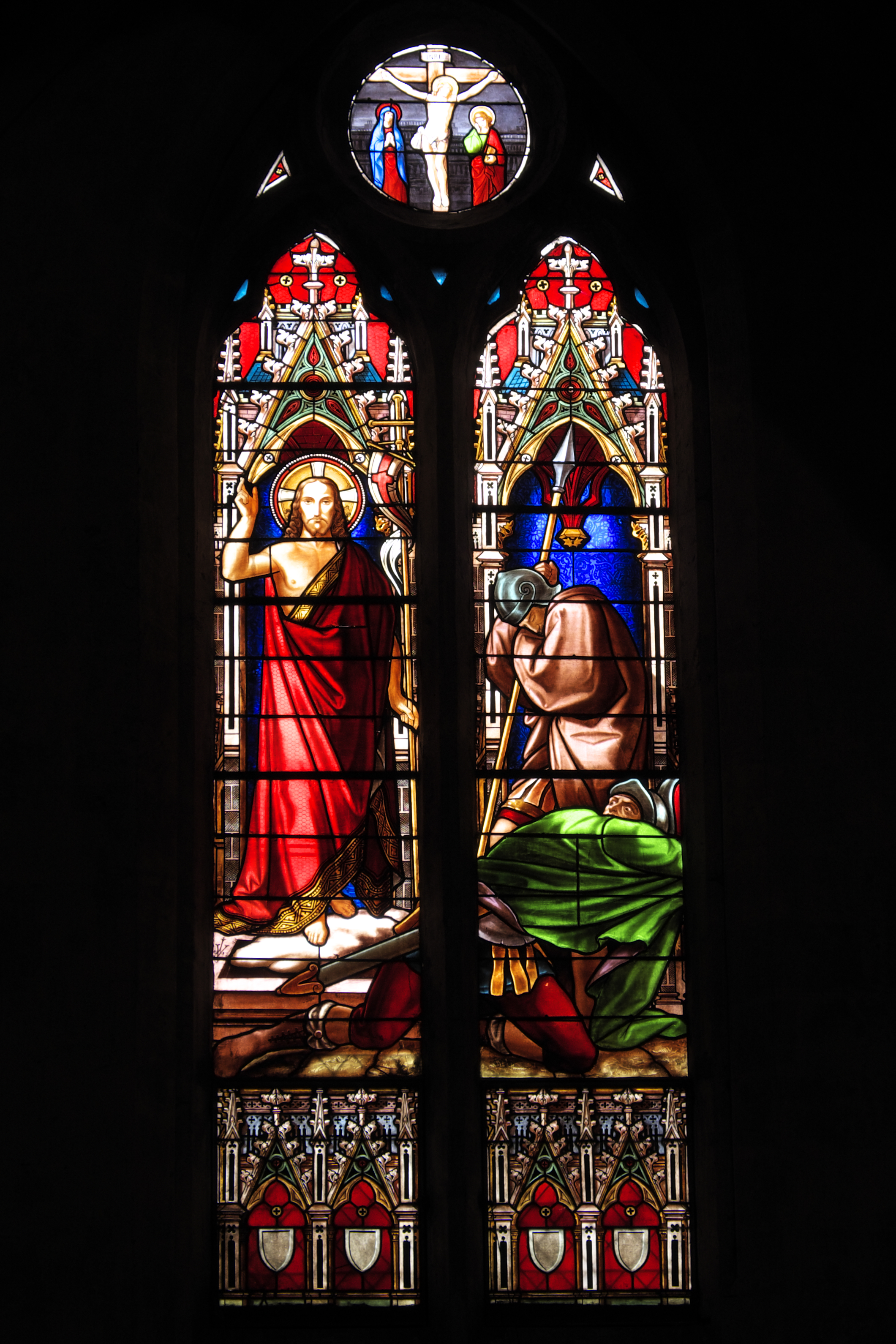
Auferstehung Christi
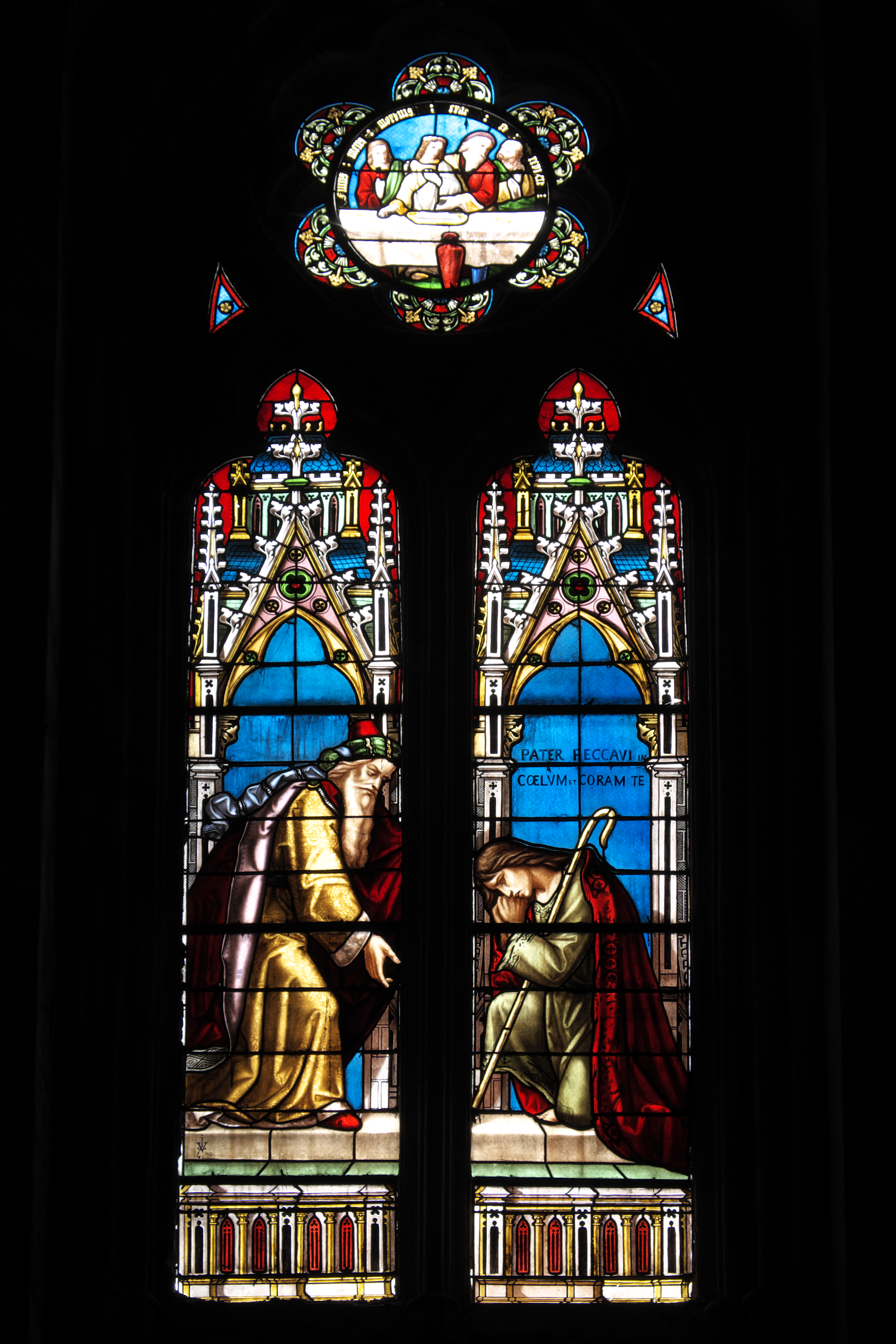
Rückkehr des Verlorenen Sohnes